# Sh2-280
Sh2-280 est une nébuleuse en émission visible dans la constellation de la Licorne.
Elle est observée dans la partie centre-nord de la constellation, à environ 2° au sud de la nébuleuse de la Rosette. Elle peut être photographiée sans difficulté excessive à travers un télescope amateur de puissance moyenne équipé de filtres spéciaux, même si de longues poses sont nécessaires. N'ayant qu'une déclinaison de 2° au nord, il peut être observé facilement depuis toutes les zones peuplées de la Terre. La période la plus propice à son observation dans le ciel du soir est de décembre à avril.
Il s'agit d'une grande région HII, située sur le bras de Persée dans la même région galactique que la nébuleuse de la Rosette et l'association OB Monoceros OB2, à environ 1 700 pc (∼5 540 al), et l'amas ouvert Cr 107. L'ionisation du gaz dans le nuage serait due à l'étoile bleue de séquence principale HD 46573, de classe spectrale O7 et de magnitude 7,96, située au centre de la région de la nébuleuse. À cela s'ajoute la géante bleue HD 46847, de classe B0III et de magnitude 8,97 et située sur le bord nord-est du nuage. Les régions environnantes abritent également d'autres nuages de gaz ionisé, comme Sh2-282.